# Golan (véhicule)
Pour les articles homonymes, voir Golan.
Le Golan Wheeled Armored Vehicle (hébreu : גולן), ou « Véhicule blindé à roues Golan » est un prototype de véhicule de combat d'infanterie israélien conçu par la firme israélienne Rafael Advanced Defense Systems, conjointement avec la firme américaine Protected Vehicles Incorporated.

## Historique
Protected Vehicles Inc. a fait face à de nombreux troubles judiciaires, en particulier à la suite du départ de l'ingénieur Garth Barret de la société Force Protection Inc., cette dernière étant à l'origine de la création des véhicules « MRAP » (résistants aux mines) Cougar et Buffalo. Elle affirmerait que des informations confidentielles au sujet de ces deux engins auraient été volées.

## Caractéristiques
La mission du Golan est de fournir un maximum de protection à son équipage. Sa plateforme peut être aisément modifiée et adaptée pour qu'il serve de transport de troupes, véhicule de commandement, ambulance ou écoute/espionnage.
En tant que transport de troupes, il a une capacité d'emport de dix soldats.
Le plancher « en V » et la structure du véhicule ont été spécifiquement conçus pour encaisser le souffle des mines ou des IED (Engins explosifs improvisés). Il peut être configuré pour être doté de divers niveaux de blindage, du blindage léger de conception classique au blindage lourd réactif, capables de dévier les munitions tirées par les RPG's (lance-roquettes).
Équipé d'un blindage réactif, le Golan est le seul véhicule militaire à pouvoir résister à des explosions d'EFP (Explosively Formed Penetrators : Pénétrateurs formés par explosion), le type d'IED le plus mortel qui soit.
Le corps des Marines des États-Unis en avait commandé soixante exemplaires pour être engagés sur le terrain comme véhicules « MRAP » (Mine Resistant Ambush Protected) de catégorie 2. Il était prévu de faire l'objet de grosses commandes, aussi-bien du côté américain qu'israélien, mais il fut éliminé du concours du Marine Corps, et la plupart des exemplaires déjà en service vont être prochainement déclassés.